# Liste der Biografien/Dix
Liste der Biografien |
Portal Biografien |
Personensuche
# |
A |
B |
C |
D |
E |
F |
G |
H |
I |
J |
K |
L |
M |
N |
O |
P |
Q |
R |
S |
T |
U |
V |
W |
X |
Y |
Z |
?
 
Da |
Db |
Dc |
Dd |
De |
Dg |
Dh |
Di |
Dj |
Dk |
Dl |
Dm |
Dn |
Do |
Dq |
Dr |
Ds |
Du |
Dv |
Dw |
Dy |
Dz
 
Dia |
Dib |
Dic |
Did |
Die |
Dif |
Dig |
Dih |
Dij |
Dik |
Dil |
Dim |
Din |
Dio |
Dip |
Diq |
Dir |
Dis |
Dit |
Diu |
Div |
Diw |
Dix |
Diy |
Diz
Die Liste der Biografien führt alle Personen auf, die in der deutschsprachigen Wikipedia einen Artikel haben. Dieses ist eine Teilliste mit 158 Einträgen von Personen, deren Namen mit den Buchstaben „Dix“ beginnt.

## Dix
- Dix, Alexander (* 1951), deutscher Jurist und Datenschutzexperte
- Dix, Andreas (* 1963), deutscher Geograph
- Dix, Arthur (1875–1935), deutscher Ökonom und Geopolitiker
- Dix, Dorothea Lynde (1802–1887), amerikanische Wohltäterin und Gesundheitsreformerin
- Dix, Eulabee (1878–1961), US-amerikanische Malerin und Miniaturistin
- Dix, Frederick (1883–1966), britischer Eisschnellläufer
- Dix, Georg (1897–1967), deutscher KPD-Funktionär und Widerstandskämpfer gegen den Nationalsozialismus
- Dix, Gioele (* 1956), italienischer Schauspieler, Komiker, Regisseur und Drehbuchautor
- Dix, Hellmuth (1897–1965), deutscher Jurist
- Dix, Hermann (1838–1908), deutscher Lehrer und Autor
- Dix, Jan-Christoph (* 1956), deutscher Musiker
- Dix, John Adams (1798–1879), US-amerikanischer Offizier und Politiker
- Dix, John Alden (1860–1928), US-amerikanischer Politiker
- Dix, Maike (* 1986), deutsche Leichtathletin
- Dix, Martha (1895–1985), deutsche Gold- und Silberschmiedin, Ehefrau von Otto DixMartha Dix (1895–1985)

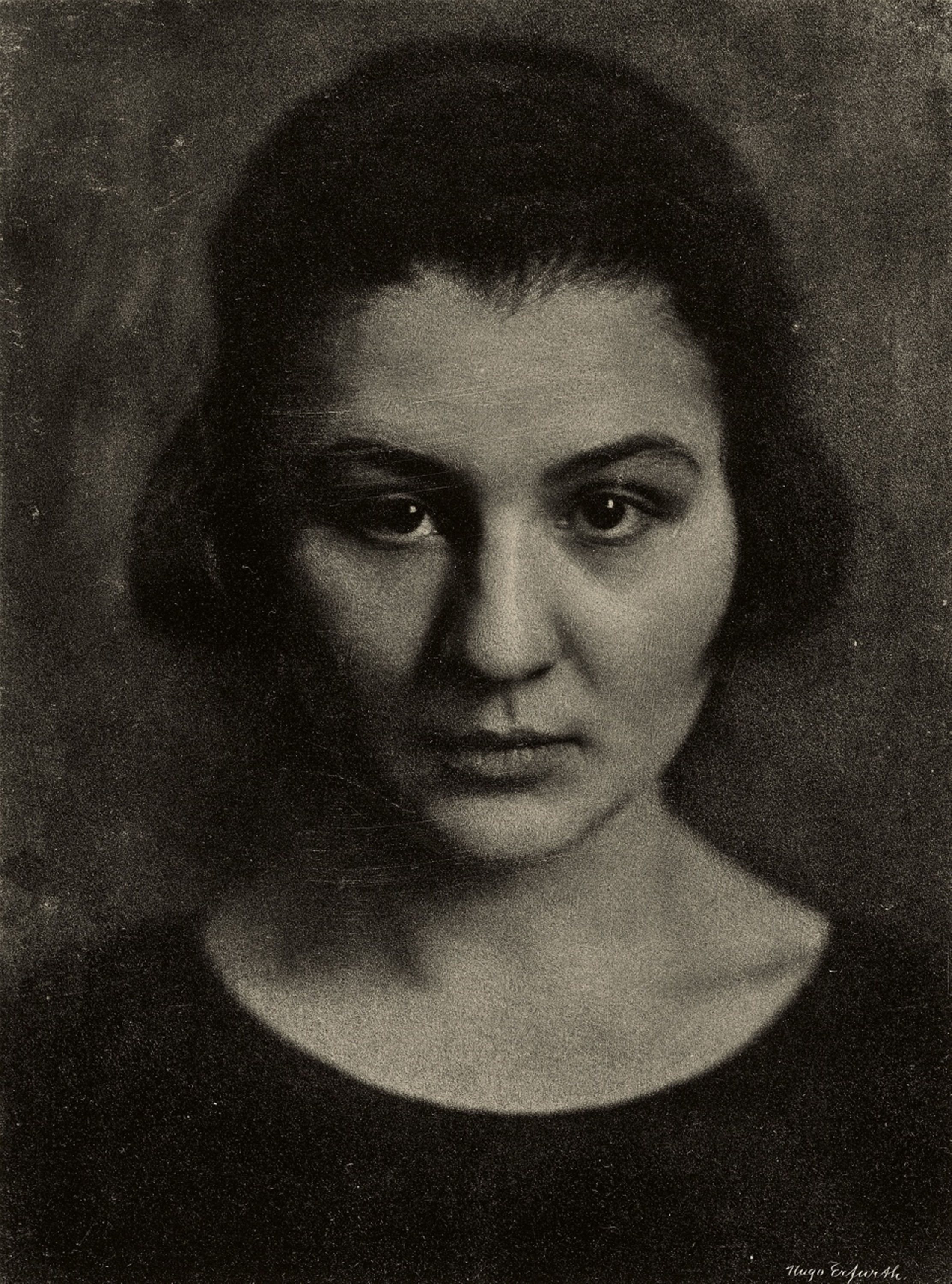
Martha Dix (1895–1985)

- Dix, Nana (* 1962), deutsche Künstlerin
- Dix, Nelly (1923–1955), deutsche Schriftstellerin und Modell
- Dix, Otto (1891–1969), deutscher Maler der Neuen Sachlichkeit und des ExpressionismusOtto Dix (1891–1969)

Otto Dix (1891–1969)

- Dix, Richard (1893–1949), US-amerikanischer Film- und Theaterschauspieler sowie Filmproduzent
- Dix, Robert (1935–2018), US-amerikanischer Schauspieler und Drehbuchautor
- Dix, Rudi (1924–1995), deutscher Fotoreporter
- Dix, Rudolf (1884–1952), deutscher Rechtsanwalt und Notar
- Dix, Ute (* 1955), deutsche Eisschnellläuferin
- Dix, Walter (1879–1965), deutscher Pflanzenbauwissenschaftler
- Dix, Walter (* 1986), US-amerikanischer Sprinter
- Dix, William Chatterton (1837–1898), britischer Kirchenlieddichter
- Dix, Wolfram (1957–2022), deutscher Schlagzeuger des Creative Jazz

### Dixe
- Dixelius, Hildur (1879–1969), schwedische Schriftstellerin
- Dixey, Neville (1881–1947), britischer Politiker (Liberal Party) und Geschäftsmann

### Dixg
- Dixgård, Björn (* 1981), schwedischer Rockmusiker

### Dixi
- Dixie Kid (1883–1934), US-amerikanischer Boxer
- Dixie, Florence (1855–1905), britische Reisende, Journalistin und Schriftstellerin
- Dixie, Joe (1924–1992), deutscher Jazz- und Unterhaltungsmusiker
- Dixit, Avinash (* 1944), US-amerikanischer Wirtschaftswissenschaftler
- Dixit, Jyotindra Nath (1936–2005), indischer Diplomat und Politiker
- Dixit, Madhuri (* 1967), indische Filmschauspielerin
- Dixit, Vishva (* 1956), kenianisch-amerikanischer Molekularbiologe

### Dixm
- Dixmier, Jacques (* 1924), französischer Mathematiker

### Dixo
- Dixo, Marianna, brasilianische Ökologin und Umweltberaterin
- Dixon (* 1975), deutscher House-DJ, Musiker und Labelbetreiber
- Dixon Kies, Mary (1752–1837), US-amerikanische Erfinderin
- Dixon, Adrien (* 1988), kanadischer Schauspieler
- Dixon, Akua (* 1948), amerikanische Cellistin und Sängerin
- Dixon, Alan J. (1927–2014), US-amerikanischer Politiker
- Dixon, Alec (* 1999), britischer Telemarker
- Dixon, Alesha (* 1978), englische Popsängerin und TänzerinAlesha Dixon (* 1978)

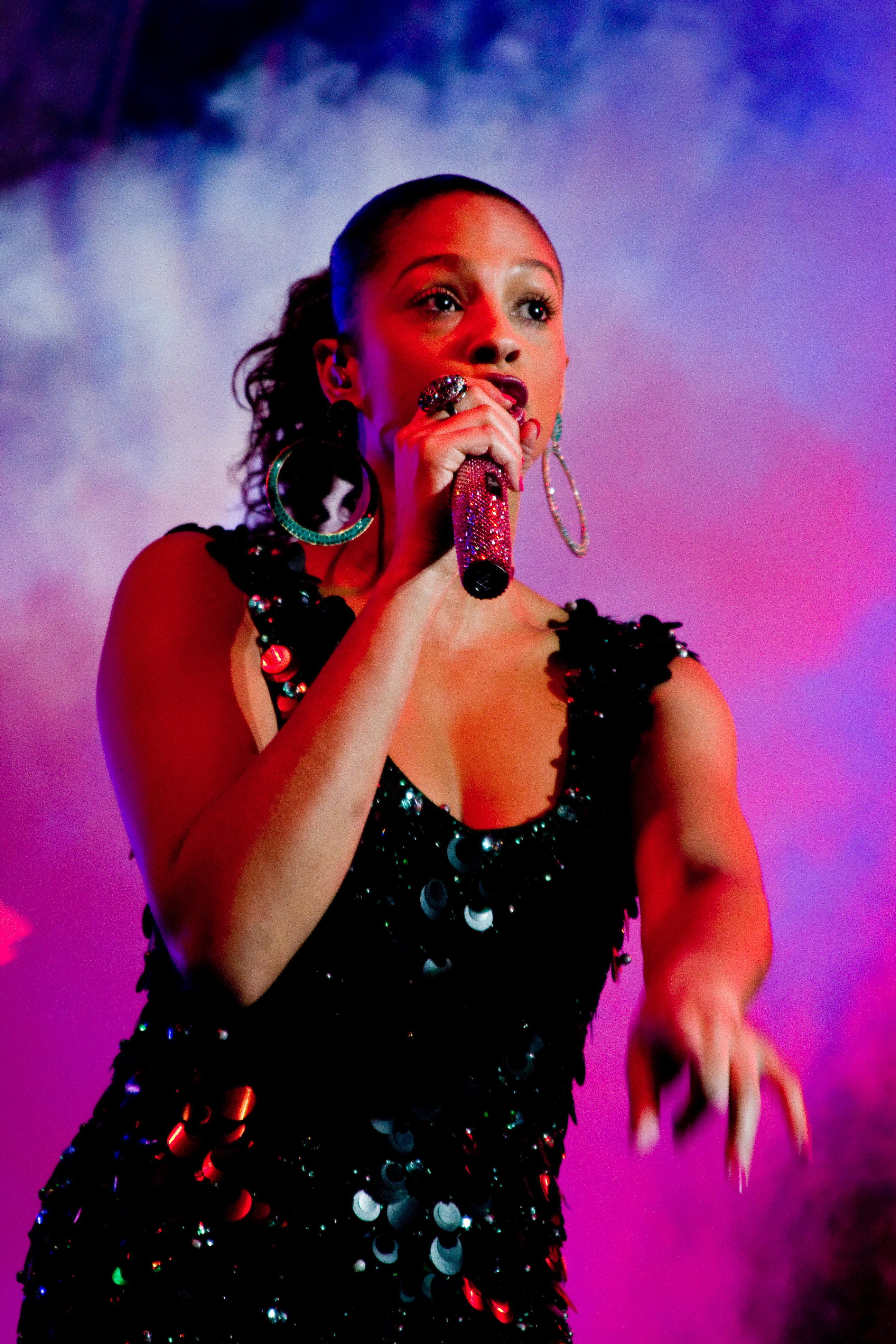
Alesha Dixon (* 1978)

- Dixon, Alyson (* 1978), britische Marathonläuferin
- Dixon, Archibald (1802–1876), US-amerikanischer Politiker
- Dixon, Augustus Edward (1861–1946), irischer Chemiker
- Dixon, Ben-Jason (* 1998), südafrikanischer Rugby-Spieler
- Dixon, Bill (1925–2010), US-amerikanischer Trompeter
- Dixon, Bob († 1941), kanadischer Speerwerfer
- Dixon, Charles (1873–1939), englischer Anwalt und Tennisspieler
- Dixon, Charlie (1898–1940), US-amerikanischer Banjo-Spieler
- Dixon, Chicka (1928–2010), australischer politischer Aktivist der Aborigines
- Dixon, Chuck (* 1954), US-amerikanischer ComicautorChuck Dixon (* 1954)

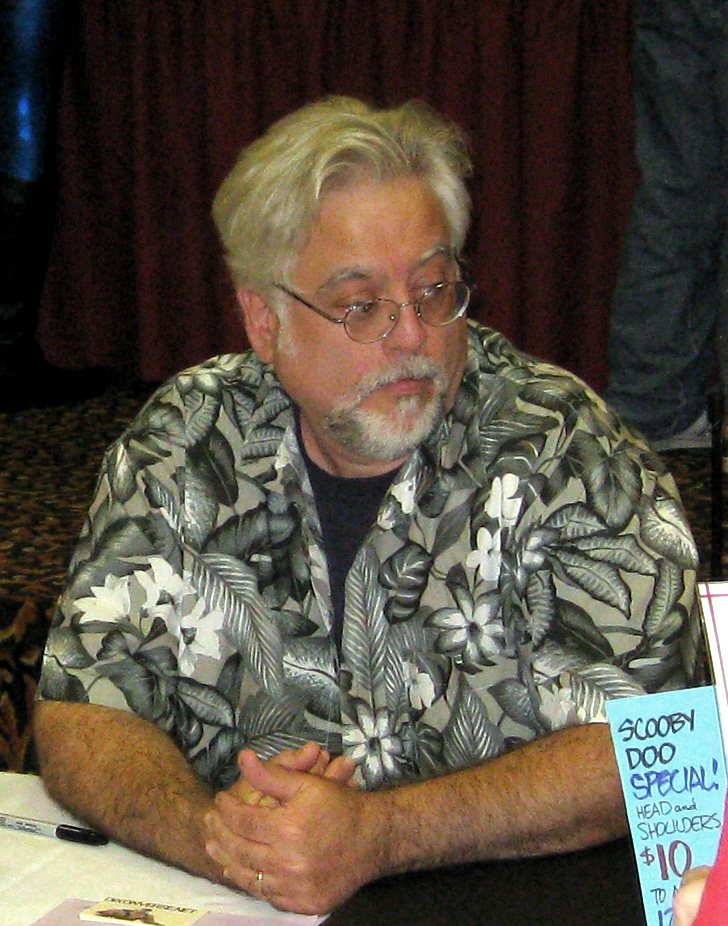
Chuck Dixon (* 1954)

- Dixon, Colin (* 1998), britischer Telemarker
- Dixon, Colton (* 1991), US-amerikanischer Sänger christlicher Popmusik
- Dixon, Craig (1926–2021), US-amerikanischer Hürdenläufer
- Dixon, David (* 1947), britischer Schauspieler
- Dixon, David S. (* 1947), US-amerikanischer Amateurastronom und Asteroidenentdecker
- Dixon, Dean (1915–1976), US-amerikanischer Dirigent
- Dixon, Diamond (* 1992), US-amerikanische Sprinterin
- Dixon, Diane (* 1964), US-amerikanische Leichtathletin
- Dixon, Donald, Baron Dixon (1929–2017), britischer Politiker (Labour Party), Mitglied des House of Commons
- Dixon, Donna (* 1957), US-amerikanische SchauspielerinDonna Dixon (* 1957)

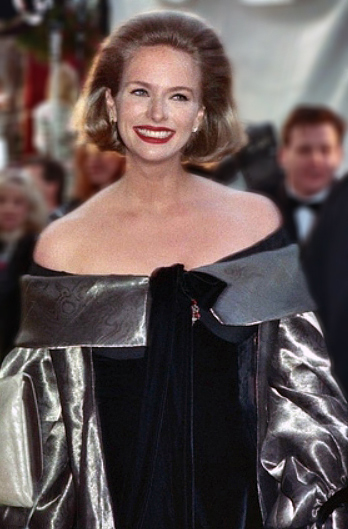
Donna Dixon (* 1957)

- Dixon, Dougal (* 1947), britischer Paläontologe und Evolutionsforscher
- Dixon, Eric (1930–1989), US-amerikanischer Jazzmusiker
- Dixon, Fabio (* 1999), Schweizer Fussballspieler
- Dixon, Floyd (1929–2006), US-amerikanischer R&B-Pianist und Sänger
- Dixon, Fostina (* 1956), amerikanische Jazzmusikerin (Saxophone, Gesang, Komposition)
- Dixon, Frank (1878–1932), kanadischer Lacrossespieler
- Dixon, Frank J. (1920–2008), US-amerikanischer Immunologe und Pathologe
- Dixon, Frank M. (1892–1965), US-amerikanischer Politiker
- Dixon, Fred (* 1949), US-amerikanischer Zehnkämpfer
- Dixon, Freddie (1892–1956), britischer Motorrad- und Autorennfahrer
- Dixon, Gayle (1947–2008), amerikanische Geigerin (Klassik, auch Jazz)
- Dixon, George († 1800), englischer Seefahrer und Entdecker
- Dixon, George (1870–1908), kanadischer Bantam- und Federgewichtsboxer
- Dixon, George (1901–1991), US-amerikanischer Basketball- und Rugby-Union-Spieler
- Dixon, George (1909–1994), US-amerikanischer Jazzmusiker und Arrangeur
- Dixon, Harold (1852–1930), britischer Chemiker
- Dixon, Henry (1820–1893), britischer Fotograf
- Dixon, Henry Aldous (1890–1967), US-amerikanischer Politiker (Republikanische Partei)
- Dixon, Henry Horatio (1869–1953), irischer Botaniker
- Dixon, Humphrey, britischer Filmeditor
- Dixon, Ida (1854–1916), US-amerikanische Gesellschaftsdame und Golfplatzarchitektin
- Dixon, Ivan (1931–2008), US-amerikanischer Schauspieler und Regisseur
- Dixon, Jack E. (* 1943), US-amerikanischer Biochemiker
- Dixon, Jake (* 1996), britischer Motorradrennfahrer
- Dixon, James (1814–1873), US-amerikanischer Politiker
- Dixon, James Ray (1928–2015), US-amerikanischer Herpetologe
- Dixon, Jean (1893–1981), US-amerikanische Schauspielerin
- Dixon, Jeane (1904–1997), US-amerikanische Astrologin
- Dixon, Jeremiah (1733–1779), englischer Geometer
- Dixon, Jill (* 1935), britische Schauspielerin in Theater, Film und Fernsehen
- Dixon, Jimmy (* 1981), liberianischer Fußballspieler
- Dixon, Joan M. (1937–2019), australische Zoologin
- Dixon, John G. (1910–2000), britischer Offizier
- Dixon, Joseph (1828–1883), US-amerikanischer Politiker
- Dixon, Joseph (1867–1934), US-amerikanischer Politiker (Republikanische Partei) und der siebte Gouverneur von Montana (1921–1925)
- Dixon, Joseph A. (1879–1942), US-amerikanischer Politiker (Demokratische Partei)
- Dixon, Julian C. (1934–2000), US-amerikanischer Politiker
- Dixon, Kerry (* 1961), englischer Fußballspieler
- Dixon, Kevin (1902–1959), irischer Jurist, Generalstaatsanwalt
- Dixon, Lance J. (* 1961), US-amerikanischer Physiker
- Dixon, Lawrence (1895–1970), US-amerikanischer Jazzmusiker (Gitarre, Banjo, Arrangement)
- Dixon, Lee (* 1964), englischer Fußballspieler
- Dixon, Leroy (* 1983), US-amerikanischer Leichtathlet
- Dixon, Leslie, US-amerikanische Drehbuchautorin
- Dixon, Lincoln (1860–1932), US-amerikanischer Politiker
- Dixon, Lucille (1923–2004), US-amerikanische Kontrabassistin
- Dixon, Malcolm (1899–1985), britischer Biochemiker
- Dixon, Maynard (1875–1946), US-amerikanischer Maler und Illustrator
- Dixon, Medina (1962–2021), US-amerikanische Basketballspielerin
- Dixon, Melvin (1950–1992), US-amerikanischer Hochschullehrer, Schriftsteller und Übersetzer
- Dixon, Michael (* 1962), britischer Biathlet und Skilangläufer
- Dixon, Michael (* 1990), georgisch-amerikanischer Basketballspieler
- Dixon, Morrie (1929–2004), neuseeländischer Rugby-Union-Spieler
- Dixon, Mort (1892–1956), amerikanischer Musiker, Liedermacher und Textdichter
- Dixon, Nathan Fellows (1774–1842), US-amerikanischer Politiker
- Dixon, Nathan Fellows (1812–1881), US-amerikanischer Politiker
- Dixon, Nathan Fellows (1847–1897), US-amerikanischer Politiker (Republikanische Partei)
- Dixon, Paul (* 1986), schottischer Fußballspieler
- Dixon, Peter (* 1946), australischer Wirtschaftswissenschaftler und Hochschullehrer
- Dixon, Pierson John (1904–1965), britischer Botschafter
- Dixon, R. M. W. (* 1939), britisch-australischer Sprachwissenschaftler
- Dixon, Richard (1865–1949), britischer Segler
- Dixon, Richard (1905–1976), australischer Politiker und Gewerkschafter
- Dixon, Rob, US-amerikanischer Jazzmusiker und Musikproduzent
- Dixon, Robbie (* 1985), kanadischer Skirennläufer
- Dixon, Robert (1800–1858), australischer Vermesser und Entdecker
- Dixon, Robert († 2020), jamaikanischer Dancehall-Produzent
- Dixon, Robin, 3. Baron Glentoran (* 1935), britischer Bobfahrer und Politiker
- Dixon, Rod (* 1950), neuseeländischer Mittel- und Langstreckenläufer
- Dixon, Roland Burrage (1875–1934), US-amerikanischer Anthropologe
- Dixon, Samantha (* 1965), britische Politikerin (Labour Party)
- Dixon, Scott (* 1980), neuseeländischer AutomobilrennfahrerScott Dixon (* 1980)

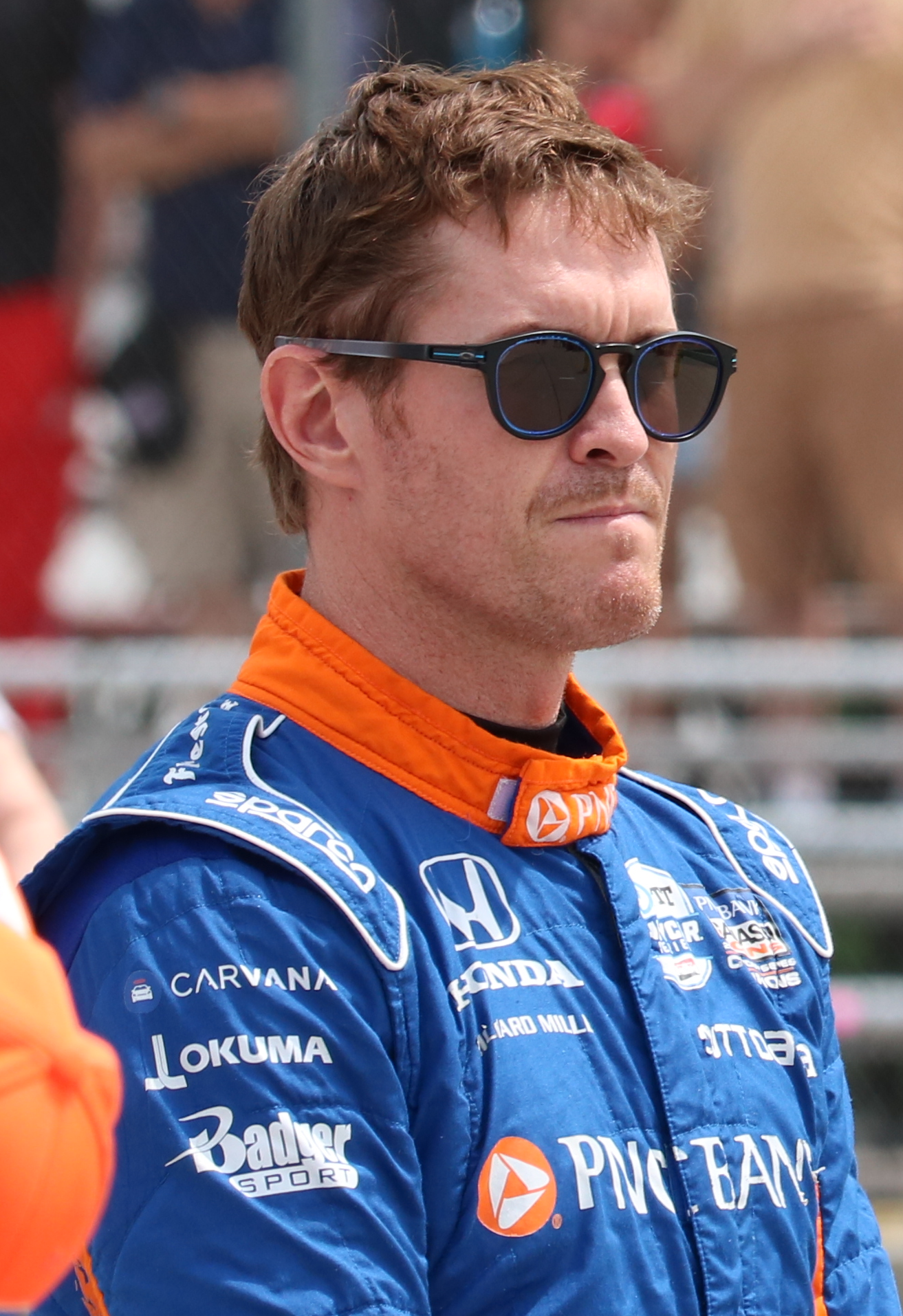
Scott Dixon (* 1980)

- Dixon, Scott (* 1994), britischer Biathlet
- Dixon, Sherwood (1896–1973), US-amerikanischer Politiker
- Dixon, Stephen (* 1985), kanadischer Eishockeyspieler
- Dixon, Tania (* 1970), neuseeländische Hochspringerin
- Dixon, Thomas P., US-amerikanischer Filmtechniker und Erfinder
- Dixon, Tim (* 1984), britischer Fernsehmoderator
- Dixon, Tom (* 1959), britischer Industrie- und Möbeldesigner
- Dixon, Tudor (* 1977), amerikanische Schauspielerin, Moderatorin und Politikerin
- Dixon, Tyron (* 1979), deutscher DJ und Musikproduzent
- Dixon, Vance (* 1895), US-amerikanischer Jazzmusiker (Klarinette, Saxophon, Bandleader)
- Dixon, Vernon (1915–2009), britischer Artdirector und Szenenbildner
- Dixon, Vonette (* 1975), jamaikanische Hürdenläuferin
- Dixon, Waynman (1844–1930), schottischer Eisenbahningenieur
- Dixon, Wilfrid (1915–2008), US-amerikanischer Statistiker
- Dixon, William W. (1838–1910), US-amerikanischer Politiker
- Dixon, Willie (1915–1992), US-amerikanischer BluesmusikerWillie Dixon (1915–1992)

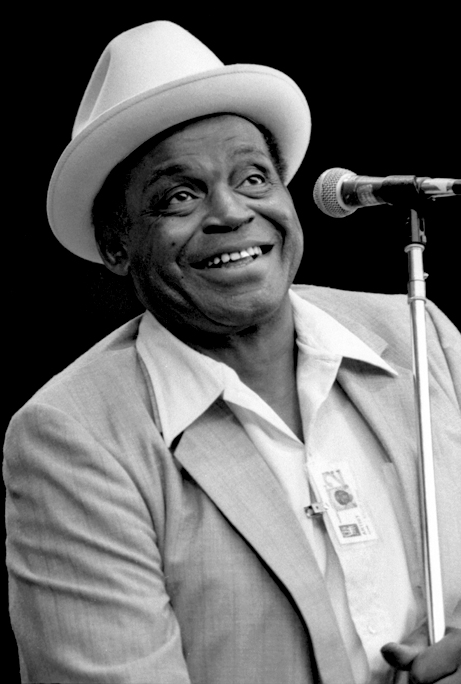
Willie Dixon (1915–1992)

- Dixon-Smith, Robert, Baron Dixon-Smith (* 1934), britischer Landwirt und Politiker der Conservative Party

### Dixs
- Dixsaut, Monique (* 1935), französische Philosophiehistorikerin
- Dixson (* 1993), US-amerikanischer Sänger, Songwriter und Musikproduzent
- Dixson-Declève, Sandrine, belgische Umwelt- und Energiepolitikerin, Präsidentin des Club of Rome